# Up!
《Up!》是韓國女子組合 Kep1er 的第二張迷你專輯《DOUBLAST》錄製的歌曲。於2022年6月20日作為迷你專輯的主打單曲由WAKE ONE發行。 

## 背景及發布
2022年6月3日，WAKE ONE娛樂宣布Kep1er將於6月20日發行她們的第二張迷你專輯《DOUBLAST》。
6月10日，《DOUBLAST》的曲目列表與《Up!》一起發布。 並宣佈《Up!》為主打單曲。
6月13日，精彩集錦預告視頻發布。
6月16日至17日發布音樂視頻預告片。

## 製作
《Up!》由Jinli (Full8loom) 編寫，他還與Glory Face (Full8loom)一起負責作曲和編曲。在音樂上，這首歌被描述為龐克和浩室音樂的結合，“充滿活力的歌聲將夏日的清爽氛圍提升到極致”，歌詞是“Kep1er 穿越一個名為幸福的夢幻島嶼”的旅程。《Up!》以升F大調作曲，節奏為每分鐘124拍。

## 商業成績
《Up!》在 2022年6月19日至25日發行的韓國Gaon下載排行榜上排名第14位。在日本，這首歌在 2022年6月29日發行的排行榜中首次登上 日本告示牌 Japan Hot 100 的第 27 位；在排行榜上，它首次登上熱門下載歌曲的第 34 位， 和第 46 首流媒體歌曲。 這首歌在接下來的一周內在熱門流媒體歌曲中排名第37位。在公信榜綜合單曲榜上，這首歌在2022年7月4日發行的排行榜中排名第37位，並在接下來的一周上升到第36位。 在新加坡，這首歌在 2022年6月24日至30日發行的RIAS流媒體排行榜上排名第29位。它還在2022年6月17日至23日發行的排行榜中首次登上RIAS區域排行榜第28位， 在接下來的一周上升至第9位。  在全球範圍內，這首歌在2022年7月9日的 告示牌 美國除外全球單曲榜上排名第167位。

## 節目打歌
2022年6月20日Kep1er舉辦了一場Showcase，介紹了她們的迷你專輯並且表演了《Up!》。隨後，她們在四個音樂節目中表演：6月23日Mnet的M Countdown，6月24日KBS 的音樂銀行，6月25日MBC的Show! 音樂中心，和6月26日的 SBS 人氣歌謠。第二週，她們在音樂節目打歌：6月28日SBS MTV的The Show，6月29日MBC M的Show Champion，6月30日 M Countdown，在7月1日的音樂銀行上，她們獲得了第一名，之後在 7月2日的 Show! 音乐中心，和7月3日的 人氣歌謠打歌。

## 榜單
| 排行榜 (2022)                  | 最高 排名 |
| ------------------------------ | --------- |
| 美國除外全球单曲榜 (Billboard) | 167       |
| 日本 (Japan Hot 100)           | 27        |
| 日本 (Oricon)                  | 36        |
| 新加坡 (RIAS)                  | 29        |
| 韓國 (Gaon)                    | 14        |

## 獎項
| 節目       | 日期         | 參考   |
| ---------- | ------------ | ------ |
| Music Bank | 2022年7月1日 | [ 27 ] |

## 發行歷史
| 地區 | 日期          | 格式              | 廠牌           |
| ---- | ------------- | ----------------- | -------------- |
| 全球 | 2022年6月20日 | 數位音樂下載 串流 | WAKE ONE Swing |